# 荆岳长江公路大桥
荆岳长江公路大桥为湘、鄂二省高速干线随岳高速公路与京港澳高速复线主通道，也是湖南省建成的第一座长江大桥。该桥地处长江中游干流湖南岳阳云溪区城陵矶至湖北荆州（监利市）螺山河段间，北岸起于监利白螺镇王李村，南岸止于云溪区道仁矶镇大鼓山。地理位置上，荆岳长江大桥距长江上此前已建成的上游荆州长江大桥260公里，下游武汉军山长江大桥190公里。总长5419米，其中长江大桥主体长4512.5米，北岸接长1059米，南岸接线长58米。桥面为双向六车道高速公路标准，设计时速100公里。工程概算总投资23.42亿元，于2006年12月30日正式开工建设，2010年12月9日建成通车。

## 主桥设计
荆岳长江公路大桥为双塔不对称斜拉桥，二个索塔分布湘、鄂二省境内，位于湘省境内的南塔高224.5米，位于鄂省境内的北塔高265.5米。主桥采用半飘浮结构体系，在索塔、辅助墩、过渡墩处设置坚向活动支座，共7对；索塔处设4组纵向黏滞阴尼器。北边辅助墩、过渡墩顶钢箱梁内设置铁砂混凝土压重块，克服支座负反力。主跨长816米，主桥北边跨长398米，设1个辅助墩和1个过渡墩；南边跨长230米，设2个辅助墩和1个过渡墩。

## 大事记
| 荆岳长江公路大桥建设大事记 |                                   |
| 批准单位                   | 国家发改委（发改交运[2006]724号） |
| 项目主管单位               | 湖北省交通厅                      |
| 项目法人单位               | 荆岳长江公路大桥建设指挥部        |
| 设计单位                   | 土建：湖北省交通规划设计院        |
| 设计单位                   | 机电：中国公路工程咨询集团总公司  |
| 总投资（元）               | 2,341,886,066                     |
| 资金来源                   | 中央：187,000,000                 |
| 资金来源                   | 湖北省：632,660,123               |
| 资金来源                   | 贷款：1,522,225,943               |
| 施工单位                   | 四川公路桥梁建设集团有限公司      |
| 施工单位                   | 中交第二公路工程局有限公司        |
| 施工单位                   | 湖南路桥建设集团有限公司          |
| 工程项目立项               | 2006年4月15日                     |
| 初步设计完成               | 2006年5月30日                     |
| 设计图通过审查             | 2006年6月28日                     |
| 正式开工建设               | 2006年12月30日                    |
| 主塔封顶                   | 2009年6月7日                      |
| 挂索完成                   | 2010年4月30日                     |
| 主桥合龙                   | 2010年5月5日                      |
| 工程验收通过               | 2010年11月18日                    |
| 大桥通车                   | 2010年12月9日                     |